# Экспийи, Жан-Жозеф
Аббат Жан-Жозеф Э(к)спийи (род. 17 декабря 1719 года в Сен-Реми-де-Прованс, ум. в 1793 году в Италии) — французский священнослужитель, автор ряда исторических и географических работ.
Фамилия изначально произносилась Эспийи (оригинальная провансальская версия — Эспелит), но в дальнейшем аббат предпочитал латинизированную форму Экспийи.

## Биография
Аббат Эспийи последовательно занимал должности секретаря посольства короля Сицилии, эксперта и генерального ревизора епископства Сагоны на Корсике, каноническим казначеем капитула святой Марты из Тараскона.
Во время своих путешествий по Европе он собрал много наблюдений о посещённых странах, о чём написал труды, впоследствии высоко оценённые историками и экономистами девятнадцатого века за подробности о климате, обычаях, населении и политической жизни разных стран.
Был членом нескольких научных обществ : Королевской испанской академии, Академии наук и изящной словесности Лотарингии, Пруссии, Швеции, Дании и Экономического общества Берна.

## Публикации
- Космография (5 частей), 1749 ;
- Подручный географ , 1757 (часто перепечатывается, в особенности версия 1777)
- Историко-географическое описание Англии, Шотландии и Ирландии , 1759
- О населении Франции 1765 г. эссе о политической экономии. ISBN 3-262-01242-4
- Географический, историко-политический словарь Галлии и Франции , 1762 — 1770, под ред. Paris, Desaint and Saillant, 1762—1770, 6 томов в фолио; незаконченная работа (до буквы S). ISBN 3-262-00045-0 . T.6
- Топография Вселенной, т.2, 1758.
- Таблица населения Франции , Ницца, 1780.